# Sten Hallqvist
Sten Valter Hallqvist, född 17 augusti 1911 i Frändefors församling i dåvarande Älvsborgs län, död 15 februari 1978 i Lunds domkyrkoförsamling i dåvarande Malmöhus län, var en svensk präst och lärare.
Efter studier vid Lunds universitet från 1930 blev Hallqvist filosofie kandidat där 1933. År 1938 började han på Uppsala universitet där han 1940 blev teologie kandidat. Efter prästvigningen i Skara samma år blev han pastorsadjunkt i Västra Tunhems församling och Bredareds församling, kom till Sandhults församling 1943 och var kyrkoadjunkt i Alingsås församling 1947–1952. Sten Hallqvist blev adjunkt vid Alingsås högre allmänna läroverk 1952 och var därefter adjunkt i kristendom och svenska vid Lunds privata elementarskola 1958–1976.
Sten Hallqvist var son till hemmansägaren Lars A. Hallqvist och Karin Andersson. Han gifte sig 1939 med Britt Nyman, senare känd som Britt G. Hallqvist (1914–1997). De fick fyra barn: diplomaten Martin Hallqvist (1939–2017), bibliotekarien och författaren Gerda Helena Lindskog (född 1943), bibliotekarien Ingelöf Winter (född 1945), änka efter Jan Winter Sokrates, och juristen Suzanne Hallqvist (född 1947). Han är begraven på Lunds norra kyrkogård.